# Torre do Milênio (Abuja)

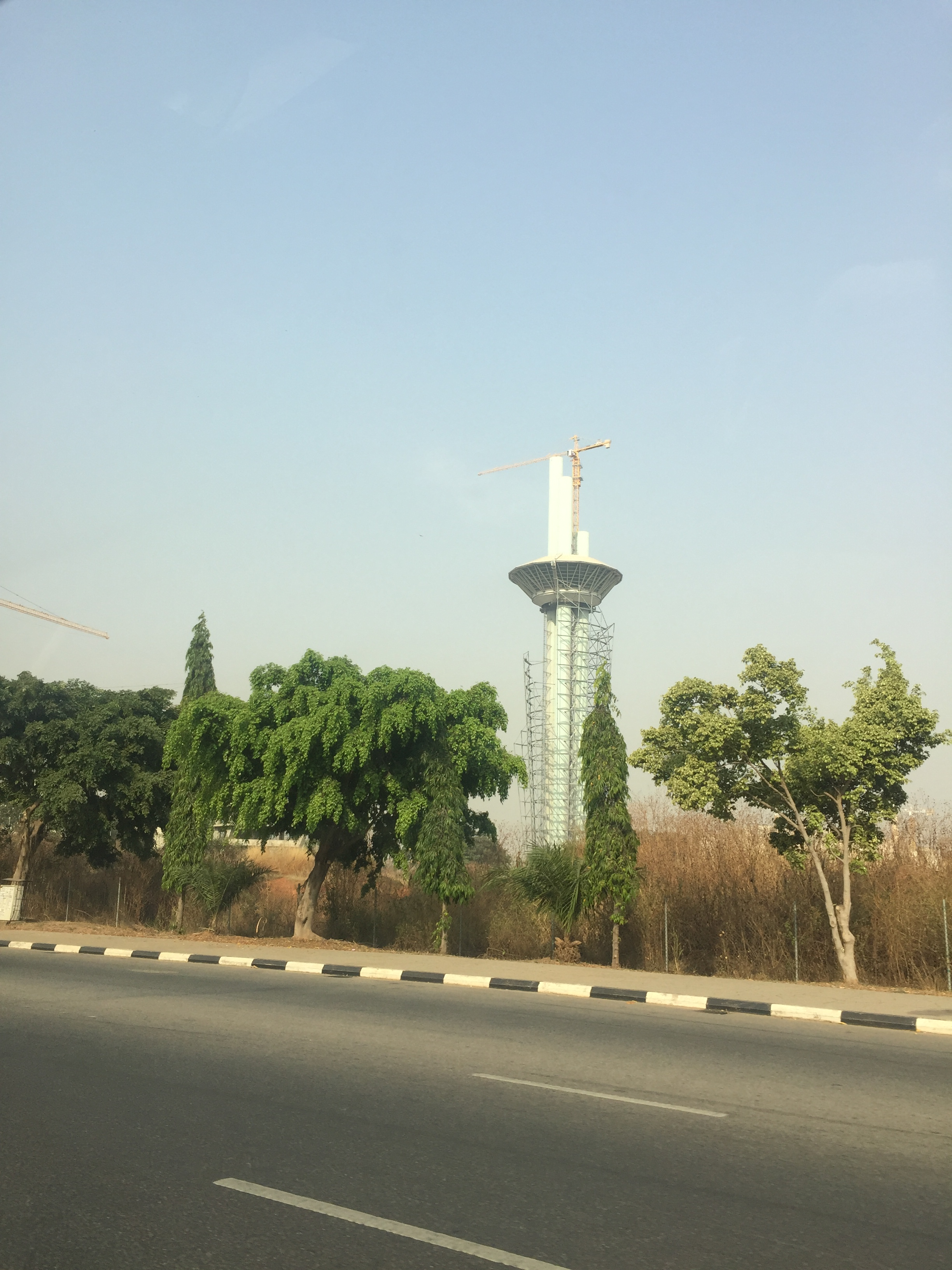
A Torre do Milênio, ainda em construção, em janeiro de 2017

A Torre do Milênio e Centro Cultural é uma torre que integra uma série de projetos no Distrito Central da capital da Nigéria, Abuja. A estrutura, com 170 metros, é a mais alta da cidade. A torre foi projetada por Manfredi Nicoletti e faz parte do Complexo Nacional da Nigéria que inclui também o Centro Cultural Nigeriano, de oito andares, em formato de pirâmide. A construção para a torre começou em 2006 e chegou ao topo em 2014, enquanto o centro cultural ainda estava em construção à época.
A área é cortada por uma via principal, de modo que as duas estruturas serão ligadas através de uma passagem subterrânea.